# National League One 2003
Die National League One 2003 war die achte Saison der zweiten englischen Rugby-League-Liga. Den ersten Tabellenplatz nach Ende der regulären Saison belegten die Salford City Reds, die im Finale 31:14 gegen die Leigh Centurions gewannen und damit in die Super League aufstiegen.

## Tabelle
|     | Team                 | Spiele | Siege | Unent. | Ndlg. | Spiel- punkte | Diff. | Tabellen- punkte |
| --- | -------------------- | ------ | ----- | ------ | ----- | ------------- | ----- | ---------------- |
| 01. | Salford City Reds    | 18     | 14    | 2      | 2     | 732:294       | + 438 | 30               |
| 02. | Leigh Centurions     | 18     | 15    | 0      | 3     | 702:309       | + 393 | 30               |
| 03. | Rochdale Hornets     | 18     | 13    | 0      | 5     | 647:477       | + 180 | 26               |
| 04. | Hull Kingston Rovers | 18     | 10    | 0      | 8     | 401:373       | + 28  | 20               |
| 05. | Oldham Roughyeds     | 18     | 7     | 2      | 9     | 404:500       | - 96  | 16               |
| 06. | Whitehaven Warriors  | 18     | 5     | 5      | 8     | 443:438       | + 5   | 15               |
| 07. | Featherstone Rovers  | 18     | 7     | 0      | 11    | 387:478       | - 91  | 14               |
| 08. | Doncaster Dragons    | 18     | 6     | 1      | 11    | 429:632       | − 203 | 13               |
| 09. | Batley Bulldogs      | 18     | 5     | 1      | 12    | 366:543       | - 177 | 11               |
| 10. | Dewsbury Rams        | 18     | 2     | 1      | 15    | 284:751       | − 467 | 5                |

## Playoffs

### Ausscheidungs/Qualifikationsplayoffs
|  | Rochdale Hornets | 40 : 38 | Whitehaven Warriors |  |
|  |                  |         |                     |  |

|  | Hull Kingston Rovers | 38 : 24 | Oldham Roughyeds |  |
|  |                      |         |                  |  |

|  | Salford City Reds | 26 : 18 | Leigh Centurions |  |
|  |                   |         |                  |  |

|  | Rochdale Hornets | 26 : 30 | Hull Kingston Rovers |  |
|  |                  |         |                      |  |

### Halbfinale
|  | Leigh Centurions | 42 : 12 | Hull Kingston Rovers |  |
|  |                  |         |                      |  |

### Finale
| 5. Oktober | Salford City Reds | 31 : 14 | Leigh Centurions | Halton Stadium, Widnes Zuschauer: 9.186 Schiedsrichter: Richard Silverwood |
| 5. Oktober | Bericht           |         |                  | Halton Stadium, Widnes Zuschauer: 9.186 Schiedsrichter: Richard Silverwood |